# Корвети проєкту 1241
Корвети проєкту 1241 — у Військово-Морських Силах і Морській Охороні Державної прикордонної служби України — багатоцільові кораблі прибережної дії; великі ракетні катери, малі протичовнові і прикордонні сторожові кораблі різних модифікацій проєкту 1241 (шифр «Молнія», англ. Tarantul class та Pauk class за класифікацією НАТО).

## Загальні відомості

### Проєктування і будівництво
Сімейство проєктів 1241 — група зі щонайменше восьми (1241Т, 1241.1, 1241.7, 12411, 1241РЕ, 1241.2, 1241ПЕ, 12418) проєктів великих ракетних катерів, малих протичовнових і прикордонних сторожових кораблів різних модифікацій, у яких за основу взято корпус проєкту 1241. Будувалися великою серією в СРСР у 70-х-80-х роках XX століття. У Військово-Морських Силах України перекласифіковані в корвети. Як корвети класифікуються також у ВМС ряду іноземних держав, де стоять на озброєнні.
Необхідність створення малого ракетно-артилерійського корабля проєкту 1241 була обумовлена появою на початку 70-х років XX століття на озброєнні країн НАТО бойових катерів і малих багатофункціональних кораблів з артилерійськими системами калібру 76 мм, що ефективно доповнювали протикорабельні ракетні комплекси малого і середнього радіуса дії (до 120 км). Для забезпечення нанесення тактичними групами ракетних катерів ударів по противнику, з дистанцій, що перевищують дальність дії його радіотехнічних засобів, було вирішено розробити ракетно-артилерійський корабель нового покоління. Відповідно до вимог тактико-технічного завдання кораблі проєкту 1241 призначалися для знищення бойових кораблів, транспортів і десантних засобів противника, посилення ППО груп кораблів, транспортів, ракетних катерів, прикриття цих груп від атак легких сил противника. Проєкт 1241 (шифр «Молнія») спочатку передбачалося зробити базовим для системи катерів в ракетному, протичовновому і патрульному (прикордонному) варіантах із загальним корпусом і енергетикою. Вони мали відрізнятися один від одного лише складом озброєння. На практиці ці плани повністю реалізувати не вдалося.
Проєктування корабля проєкту 1241 було почато 1969 року в ЦМКБ «Алмаз» під керівництвом Юхніна. В основу проєкту були закладені принципи міжпроєктної уніфікації, що передбачало будівництво в єдиному корпусі 1241 як ракетних катерів з газотурбінною або дизель-газотурбінною енергетичною установкою, так і сторожових та протичовнових катерів з дизельним двигуном. Передові технологічні прийоми та процеси, закладені в цей проєкт дозволили розгорнути будівництво модифікацій катерів практично одночасно на декількох заводах Радянського Союзу.

### Ракетні катери (1241Т, 1241.1, 1241РЕ, 1241.7, 12411)
|                | 1241Т                               | 1241.1                              | 1241РЕ                              | 1241.7                                       | 12411                               |
| -------------- | ----------------------------------- | ----------------------------------- | ----------------------------------- | -------------------------------------------- | ----------------------------------- |
| Ракетне        | 2х2 ПУ ПКР П-15М «Терміт»           | 2х2 ПУ ПКР П-15М «Терміт»           | 2х2 ПУ КТ-138Е (ПКР П-20М)          | 2х2 ПУ ПКР П-15М «Терміт»                    | 2х2 ПУ КТ-152 (ПКР П-100 «Москіт»)  |
| Артилерійське  | 1х1 76-мм АК-176М 2х6 30-мм АК-630М | 1х1 76-мм АК-176М 2х6 30-мм АК-630М | 1х1 76-мм АК-176М 2х6 30-мм АК-630М | 1х1 76-мм АК-176М ЗРАК «Кортик» (до 2005 р.) | 1х1 76-мм АК-176М 2х6 30-мм АК-630М |
| Радіолокаційне | РЛК «Моноліт-Т»                     | РЛК 34К1 «Моноліт»                  | РЛК «Гарпун-Е»,                     | РЛК 34К1 «Моноліт»                           | РЛК 34К1 «Моноліт»                  |

Катер проєкту 1241Т є першим варіантом ракетних катерів сімейства «Молнія-1», які створювалися під крилаті ракети «Москіт» і як головний двигун повинні були мати дизель-газотурбінну енергетичну установку. Від основного проєкту він відрізнявся застарілим комплексом засобів управління ракетною зброєю з ПКР П-15М (4 ракети побортно в двох контейнерах) і ГГТУ. Замість дизелів як маршові двигуни були використані газові турбіни М-75 по 4000 к.с. Перша велика серія 1241.1 оснащувалася ПКРК «Терміт» та газотурбінною енергетичною установкою. У експортному варіанті (проєкт 1241РЕ) на кораблі встановлювався ПКРК П-20 і також газотурбінна силова установка.
У 1983 році на Середньо-Невському СБЗ був спущений на воду ракетний катер Р-71 — дослідний катер проєкту 1241.7. На відміну від базового проєкту 1241.1 корабель мав на озброєнні замість двох зенітних артилерійських установок АК-630М зенітний ракетно-артилерійський комплекс «Кортик» (два 30-мм шестиствольні автомати АО-18 і два блоки по чотири ЗУР 9М311). В ході експлуатації комплекс був з корабля знятий.
Третій еволюційний щабель ракетних катерів даного класу, ракетний катер проєкту 12411 (англ. Tarantul-III class за класифікацією НАТО) — наймасовіший з усього сімейства. На відміну від катерів пр. 1241.1, як і планувалося спочатку, катери проєкту 12411 мають на озброєнні ПКРК «Москіт» і оснащені дизель-газотурбінною головною енергетичною установкою (замість маршових турбін встановлені дизеля).
До кінця 1991 року для ВМФ СРСР був побудований 44 ракетних катери різних модифікацій проєкту 1241. Ще 22 ракетних катери були побудовані іноземних країн: (по 5 для НДР та Індії, 4 для Польщі, 3 для Румунії, по 2 для Болгарії та Ємену, 1 для В'єтнаму). Крім того, Індією була придбана ліцензія на право будівництва ракетних катерів проєкту 1241 на двох суднобудівних заводах — в Бомбеї і Гоа.

### Протичовнові і сторожові кораблі (1241.2, 1241ПЕ)
| Артилерійське                        | Торпедне                                | Протичовнове           | Радіолокаційне                    | Гідроакустичне      |
| ------------------------------------ | --------------------------------------- | ---------------------- | --------------------------------- | ------------------- |
| 1х1 76-мм АК-176М, 1х6 30-мм АК-630М | 4х1 400-мм торпедні апарати ОТА-40-204А | 2х5 РБУ-1200М «Ураган» | НРЛС МР-220 «Рейд», НРЛС «Печора» | ГАС МГ-345 «Бронза» |

Малий протичовновий корабель проєкту 1241.2 («Молнія-2», англ. Pauk class) був спроєктований на основі і з урахуванням експлуатації малих ракетних катеров проєкту 1241. Спочатку планувалося будувати окрему модифікацію прикордонного сторожового корабля, однак проєкт 1241.1 (ракетний) і 1241.2 (протичовновий) вийшли не тільки з різним озброєнням, але і з різною енергетикою і корпусами. Через це прикордонний варіант фактично не відбувся — як прикордонний корабель став використовуватися протичовновий.
Головні двигуни корабля — два швидкохідні, чотиритактні дизелі, що працюють кожен на свій валопровід з гребним гвинтом фіксованого кроку. На кораблі встановлена подкільна і опускна гідроакустичні антени. Для стрільби по підводним і надводним цілях призначені торпеди типу СЕТ-65Е та 53-65КЕ в двох двотрубних торпедних апаратах. Для ураження підводних цілей глибинними бомбами в носовій частині корабля встановлена реактивна бомбометна установка РБУ-1200. Склад артилерійського озброєння — одна 76-мм автоматична установка АК-176М і одна 30-мм автоматична артилерійська установка АК-630М.
Будувалися кораблі проєкту 1241.2 і його експортного аналога 1242ПЕ на Ярославському суднобудівному заводі. Всього було побудовано 29 кораблів проєкту 1241.2 (20 для прикордонних військ і 9 для ВМФ) та 7 проєкту 1241ПЕ, з них чотири для Індії, два для Болгарії і один для Куби.

## У складі флоту України та інших держав
У Військово-Морських Силах України кораблі усіх модифікацій проєкту 1241, що стоять на озброєнні перекласифіковані у клас «корвет», а прикордонні сторожові кораблі морської охорони — у кораблі морської охорони. Всього в бойовому складі ВМС і МО України сім «Молній»: два проєкту 1241Т і п'ять проєкту 1241.2.
| Назва                                       | Проєкт | Дата закладки     | В експлуатації  | Статус            |
| ------------------------------------------- | ------ | ----------------- | --------------- | ----------------- |
| Військово-Морські Сили Збройних Сил України |        |                   |                 |                   |
| Придніпров'я                                | 1241Т  | 21 квітня 1981    | 3 лютого 1984   | захоплений РФ     |
| Кременчук                                   | 1241Т  | 19 листопада 1981 | 10 червня 1985  | списаний          |
| Ужгород                                     | 1241.2 | 5 травня 1981     | 25 грудня 1982  | списаний          |
| Хмельницький                                | 1241.2 | 20 жовтня 1983    | 9 вересня 1985  | захоплений РФ     |
| Державна прикордонна служба України         |        |                   |                 |                   |
| Григорій Куроп'ятников                      | 1241.2 | 20 жовтня 1982    | 30 вересня 1984 | в бойовому складі |
| Полтава                                     | 1241.2 | 25 жовтня 1985    | 11 липня 1987   | захоплений РФ     |
| Григорій Гнатенко                           | 1241.2 | 26 травня 1986    | 29 грудня 1987  | захоплений РФ     |

В складі військових флотів більшості країн світу кораблі проєкту 1241 також класифікують як «корвети». Корвети пр. 1241 є на озброєнні ВМС Болгарії (2 пр. 1241ПЕ, 1 пр.1241РЕ), В'єтнаму (6 пр. 12418), Індії (10 пр.1241РЕ, 4 пр. 1241ПЕ), Куби (1 пр. 1241.2), Польщі (2 пр.1241РЕ), Румунії (3 пр.1241РЕ), Туркменістану (2 пр.12418). Найбільше кораблів і катерів даного проєкту у ВМФ Росії: 19 ракетних катерів проєкту 1241.1 і один проєкту 1241.7, 2 малих протичовнових кораблі проєкту 1241ПЕ. Берегова охорона прикордонної служби РФ має 17 прикордонних сторожових кораблів проєкту 1241.2 (1241П).

## Втрати
- 1 лютого 2024 року було знищено російський ракетний катер проєкту 1241 Івановєц у тимчасово окупованому РФ Криму[9][10]. На борту могли перебувати до 40 окупантів[11].